# Antoni Massanell i Esclassans
Antoni Massanell i Esclassans (Vilafranca del Penedès, 23 de març de 1924 — Vilafranca del Penedès, 29 de novembre de 1993) va ser un poeta, narrador, historiador i activista cultural. Pòstumament hom publicà Antologia poètica (2004). És també autor d'estudis d'història i folklore locals i comarcals. Des de l'11 d'abril de 1994, té una plaça dedicada al barri de les Clotes de Vilafranca del Penedès.